# 鍾時益
鍾時益（1914年10月6日—2008年4月15日)，號蘅塘，湖南桃源人，祖籍江西寧州（今修水），國民革命軍陆军中将。湖南大学、軍需學校会计统计班第1期、陆军参谋大学及国防研究院毕业。从事国民革命军内财务管理。

## 大陸經歷
鍾時益少懷大志，民國十九年（1930年）考入湖南大學政經系就讀，隔年九一八事變發生，日本侵華日劇，鍾時益懷著青年報國之志，投筆從戎，報考軍需學校，民國二十二年 （1933年） 以優異成績畢業，奉派國民政府軍事委員會服務。 
對日抗戰期間，鍾時益歷任第三戰區會計分處處長，聯勤總部第一補給區會計分處處長；後調任國防部預算局第二處處長，繼升任聯勤總部南京收支處處長，為中華民國日後實施現金集中支付制度立下了穩固根基。民國三十八年（1949年）大陸局勢逆轉、政府播遷來臺之際，鍾時益臨危受命，擔任聯勤總部財務署收支司司長，負責三軍經費收支補給工作。

## 台灣經歷
來台之後，鍾時益任職國防部，負責策劃、研修法規，精實補給，提高戰力，貢獻卓著。民國四十六年 （1957年）獲任聯勤財務學校校長，作育軍事財務人才，門生人才輩出；民國五十二年（1963年）七月，榮任國防部第一任主計局局長，並晉陞為中將，任內建立三軍財務制度，由是國軍主計業務。鍾時益任職軍旅將近三十九年，連任要職，功在國家，先後受國防部及行政院薦舉為特保最優人員，並獲頒授勝利、忠勤、雲麾等勳章，陸海空干城、弼亮、景風等獎章，共計十五座。
民國五十九年（1970年）六月，因經建需要，其轉任臺北市政府財政局局長；民國六十一年（1972年）調任臺灣省政府財政廳廳長。 
民國六十六年（1977年）六月，特任鍾時益為行政院主計處主計長，革新全國主計業務，創辦主計人員訓練班，分配國家總資源，積極支援經濟建設，並且訂頒《主計機構人員設置管理條例》，舉辦農、漁、工、商普查。自此計政大業，燦然俱備，庫有餘帑，國有羨財，乃「台灣經濟奇蹟」所致由來。同年十二月，兼任中國國民黨中央財務委員會主任委員，在其任內，黨營事業盈餘增加二十五倍多，另有投資台灣積體電路、安鋒鋼鐵、欣欣水泥、中加投資、環宇投資、台港貿易、大華證券、大通建築經理、台北世貿中心大樓、保生製藥、永進生物科技及七家「欣」字號瓦斯公司等三十七家新事業，并成立啟聖、建華兩家控股公司。對黨之財務統籌支配，黨務基金之募集運用，及整理黨營事業，充裕黨務經費，卓有貢獻，獲中國國民黨中央委員會頒發實踐一等獎章。民國七十三年（1984年）三月，中國國民黨第十二次全國代表大會，當選為中央委員。民國七十六年（1987年）一月，經前總統蔣經國提名，立法院高票同意，出任審計部審計長。次年七月，后连续被聘为国民党第十三、十四届中央评议委员。
鍾時益長年為國犧牲奉獻，民國七十八年（1989年）二月，不意因公積勞成疾，於主持會議時突然身體不適，以致中風急送醫院，經醫師搶救挽回生命，乃辭去本兼各職；念其功在黨國，同年九月，受聘總統府國策顧問。民國八十五（1996年）五月，未获续聘國策顧問。

## 評價
綜觀一生，鍾時益致力於計政、財政、黨務三端，勞怨不辭，毀譽不計，一本忠貞報國。待人純出自然，有長者之醇厚，和藹熱誠，而處事之正直，堅守「有所為，有所不為」之原則，凡所有規劃設施，必以福國利民為前提，從不為私情而悖公，不為關說而屈法，此亦為同仁及各方敬愛仰慕之原因。生活簡樸，克勤克儉，雖迭膺要職，然從不己謀，簡衣淡食，甘之若飴，廉介自持，長者風範，令人肅然起敬。

## 親屬
夫人甘氏，與其共育有鍾克信、鍾克深，鍾克彬、鍾克治四名子女，分別畢業於國立臺灣大學、國立清華大學、國立政治大學各大名校，先後赴美深造，獲博士或碩士學位，家庭及事業皆有成就。